# Лезгара
Лезгара (груз. ლეზგარა) — село в Грузії.
За даними перепису населення 2014 року в селі проживає 41 особа.